# Кудлай, Пётр Васильевич
Пётр Васильевич Кудлай (6 апреля 1908 — 12 марта 1983) — советский актёр театра и кино.

## Биография
Родился 24 марта (6 апреля) 1908 в городе Полтава, Российская империя.
В 1923—1927 годах учился в ФЗУ при паровозо-ремонтном заводе на станции Изюм, затем два года работал на этом заводе помощником слесаря. Член ВКП(б) с 1930 года.
В 1931 году окончил Харьковский музыкально-драматический институт; в 1932—1933 годах — актёр Харьковского театра.
В 1933—1935 годах проходил срочную службу на флоте.
в 1936-м был принят в Государственный театр имени Вс. Мейерхольда, где стал секретарем партийной организации, и в силу должности сыграл роль в истории с закрытием театра, так А. Гладков, называя Кудлая своим недругом, считал, что тот искажал стенограммы собраний актива, и отмечал в дневнике: «при всем своем ничтожестве, Кудлай — одно из главных действующих лиц разыгрывающейся драмы». В то же время Б. Равенских указывал на то, что Кудлай принимал в конфликте сторону Мейерхольда — долгое время «зажимал самокритику» в театре.
С 1938 по 1980 год — служил во МХАТе им. М.Горького.
Во время Великой Отечественной войны был призван из запаса, в РККА с августа 1941 года, направлен на Черноморский флот политработником. Был партийным секретарём 14-го батальона морской пехоты, политруком 6-й миномётной роты, участник десантной операции в Крым. С 1943 года — начальник клуба Керченской военно-морской базы.
Награждён медалями «За оборону Кавказа» (1944), «За отвагу» (1945), «За победу над Германией» (1945).
После войны вернулся в театр где исполнял эпизодичные роли, участвовал в радиопостановках, снимался в кино и телеспектаклях.
В одной из Подмосковных школ руководил школьным театральным кружком, именно с его лёгкой руки стала актрисой ходившая в кружок Нина Дорошина.
С 1980 года на пенсии.
Умер в 1983 году, похоронен на 32 участке Ваганьковского кладбища.

## Творчество
В театре исполнил более 60 эпизодических ролей, обычно даже безымянных: судейский («Тартюф», 1939), лакей у Чарльза («Школа злословия», 1940), минометчик («Дни и ночи», 1947), пожилой барин («Плоды просвещения», 1952), повар («Мертвые души», 1978). Среди иногда поручавшихся ему более крупных ролей — Егор Карташов, приказчик («Нахлебник», 1969), Симеонов-Пищик («Вишневый сад»), поп Павлин («Егор Булычов и другие»), хозяин постоялого двора в «Мокром» (спектакль «Брат Алёша» по роману «Братья Карамазовы»).

## Фильмография
- 1962 — Седьмой спутник — сенатор
- 1963 — Теперь пусть уходит — Генри Марч, адвокат
- 1965 — Учитель словесности — генерал
- 1967 — Седьмой спутник — Костель-Свиридов
- 1967 — Кремлёвские куранты — духовное лицо
- 1967 — Твой современник — участник совещания
- 1969 — Адъютант его превосходительства — градоначальник Харькова полковник Щетинин
- 1968 — Барсуки — поп
- 1972 — Льды уходят в океан — капитан судна
- 1972 — Нахлебник — Егор Алексеевич Карташов
- 1972 — Враги — урядник
- 1973 — Записки охотника — Степан Сергеич Кузовкин, исправник
- 1976 — Сибирь — ямщик
- 1977 — Чеховские страницы — эпизод
- 1977 — Побег из тюрьмы — начальник тюрьмы
- 1978 — Где ты был, Одиссей? — штандартенфюрер СС